# Half-Life: Alyx
Half-Life: Alyx – strzelanka pierwszoosobowa stanowiąca prequel Half-Life’a 2, wydana 23 marca 2020. Gracz wciela się w niej w tytułową Alyx Vance, która stara się wraz z ojcem pokonać siły Kombinatu. Gra działa wyłącznie w technologii VR kompatybilnej z platformą Steam.

## Odbiór gry
Half-Life: Alyx spotkał się z pozytywnym odbiorem krytyków, uzyskując według agregatora Metacritic średnią z 32 ocen wynoszącą 92/100 punktów. Recenzenci z serwisów VG247, Tom’s Hardware i Video Games Chronicle uznali ją za „killer app” technologii VR.